# Qatar Total Open 2013
Qatar Total Open 2013 byl tenisový turnaj pořádaný jako součást ženského okruhu WTA Tour, který se hrál na otevřených dvorcích s tvrdým povrchem v areálu Khalifa International Tennis and Squash Complex. Konal se mezi 11. až 17. únorem 2013 ve katarském hlavním městě Dauhá jako 11. ročník turnaje.
Turnaj s rozpočtem 2 216 000 dolarů patřil do úrovně Premier 5 kategorie WTA Premier Tournaments. Do soutěže dvouhry nastoupilo padesát šest hráček a čtyřhry se účastnilo dvacet šest párů.
Přestože singlový titul obhájila stávající světová jednička Viktoria Azarenková z Běloruska, bodový zisk jí nestačil na udržení v čele světové klasifikace. První hráčkou byla nepřetržitě 32 týdnů, což představovalo 20. nejdelší období bez přerušení. V následném pondělním vydání žebříčku z 18. února ji na špici vystřídala Američanka Serena Williamsová, která prohrála ve finále.
Williamsová se na světový trůn vrátila pošesté v kariéře, jakožto nejstarší světová jednička v historii WTA. Dne 18. února 2013 jí bylo 31 let, 4 měsíce a 24 dní, čímž předstihla krajanku Chris Evertovou, která se v listopadu 1985 nejlepší hráčkou stala ve 30 letech, 11 měsících a 3 dnech.

## Distribuce bodů a finančních odměn

### Distribuce bodů
| Soutěž  | Vítězka | F   | SF  | ČF  | 16 v kole | 32 v kole | 64 v kole | Q  | Q2 | Q1 |
| ------- | ------- | --- | --- | --- | --------- | --------- | --------- | -- | -- | -- |
| dvouhra | 900     | 620 | 395 | 225 | 125       | 70        | 1         | 30 | 20 | 1  |
| čtyřhra | 900     | 620 | 395 | 225 | 125       | 1         |           |    |    |    |

### Finanční odměny
| Soutěž   | Vítězka  | F        | SF       | ČF      | 16 v kole | 32 v kole | 64 v kole | Q2     | Q1     |
| -------- | -------- | -------- | -------- | ------- | --------- | --------- | --------- | ------ | ------ |
| dvouhra  | $426 000 | $213 000 | $106 435 | $49 040 | $24 300   | $12 480   | $6 415    | $3 560 | $1 840 |
| čtyřhra* | $122 000 | $61 600  | $30 490  | $15 340 | $7 780    | 3 840     |           |        |        |

* na pár

## Ženská dvouhra

### Nasazení
| Stát          | Hráčka              | WTA1) | Nasazení |
| ------------- | ------------------- | ----- | -------- |
| Bělorusko     | Viktoria Azarenková | 1.    | 1.       |
| Spojené státy | Serena Williamsová  | 2.    | 2.       |
| Rusko         | Maria Šarapovová    | 3.    | 3.       |
| Polsko        | Agnieszka Radwańská | 4.    | 4.       |
| Německo       | Angelique Kerberová | 6.    | 5.       |
| Itálie        | Sara Erraniová      | 7.    | 6.       |
| Česko         | Petra Kvitová       | 8.    | 7.       |
| Austrálie     | Samantha Stosurová  | 9.    | 8.       |
| Francie       | Marion Bartoliová   | 10.   | 9.       |
| Dánsko        | Caroline Wozniacká  | 11.   | 10.      |
| Rusko         | Naděžda Petrovová   | 12.   | 11.      |
| Rusko         | Maria Kirilenková   | 13.   | 12.      |
| Srbsko        | Ana Ivanovićová     | 14.   | 13.      |
| Slovensko     | Dominika Cibulková  | 15.   | 14.      |
| Itálie        | Roberta Vinciová    | 16.   | 15.      |
| Spojené státy | Sloane Stephensová  | 17.   | 16.      |
| Česko         | Lucie Šafářová      | 18.   | 17.      |

- 1) Žebříček WTA ke 4. únoru 2013.

### Jiné formy účasti
Následující hráčky obdržely divokou kartu do hlavní soutěže:
- Fatma Al Nabhaniová
- Heidi El Tabakhová
- Ons Džabúrová

Následující hráčky postoupily z kvalifikace:
- Jekatěrina Byčkovová
- Věra Duševinová
- Caroline Garciaová
- Nadija Kičenoková
- Tadeja Majeričová
- Bethanie Matteková-Sandsová
- Julia Putincevová
- Anastasia Rodionovová
  -  Darja Gavrilovová – jako šťastná poražená
  -  Mervana Jugićová-Salkićová – jako šťastná poražená

### Odhlášení
- Li Na (poranění hlezna)
- Dominika Cibulková
- Bojana Jovanovská (poranění zad)

### Skrečování
- Simona Halepová
- Maria Kirilenková (poranění ramena)
- Varvara Lepčenková (onemocnění horních cest dýchacích)
- Jekatěrina Makarovová
- Yanina Wickmayerová (poranění bederní páteře)

## Ženská čtyřhra

### Nasazení
| Stát          | Hráčka                       | Stát          | Hráčka                | WTA1) | Nasazení |
| ------------- | ---------------------------- | ------------- | --------------------- | ----- | -------- |
| Itálie        | Sara Erraniová               | Itálie        | Roberta Vinciová      | 1.    | 1.       |
| Rusko         | Naděžda Petrovová            | Slovinsko     | Katarina Srebotniková | 20.   | 2.       |
| Spojené státy | Raquel Kopsová-Jonesová      | Spojené státy | Abigail Spearsová     | 27.   | 3.       |
| Španělsko     | Nuria Llagosteraová Vivesová | Čína          | Čeng Ťie              | 30.   | 4.       |
| Tchaj-wan     | Sie Šu-wej                   | Spojené státy | Liezel Huberová       | 33.   | 5.       |
| Německo       | Anna-Lena Grönefeldová       | Česko         | Květa Peschkeová      | 35.   | 6.       |
| Česko         | Andrea Hlaváčková            | Česko         | Lucie Šafářová        | 40.   | 7.       |
| Spojené státy | Bethanie Matteková-Sandsová  | Indie         | Sania Mirzaová        | 46.   | 8.       |

- 1) Žebříček WTA ke 4. únoru 2013; číslo je součtem umístění obou členek páru.

### Jiné formy účasti
Následující páry obdržely divokou kartu do hlavní soutěže:
- Fatma Al Nabhaniová /  Kathrin Wörleová
- Caroline Garciaová /  Christina McHaleová
- Petra Kvitová /  Yanina Wickmayerová
- Alexandrina Najdenovová /  Francesca Schiavoneová

Následující páry nastoupily do hlavní soutěže z pozice náhradníků:
- Maria Elena Camerinová /  Simona Halepová
- Justyna Jegiołková /  Veronika Kapshayová
- Ljudmyla Kičenoková /  Nadija Kičenoková

### Odhlášení
- Varvara Lepčenková (onemocnění horních cest dýchacích)
- Jekatěrina Makarovová
- Yanina Wickmayerová (poranění bederní páteře)

## Přehled finále

### Ženská dvouhra
- Viktoria Azarenková vs.  Serena Williamsová, 7–6(8–6), 2–6, 6–3

### Ženská čtyřhra
- Sara Erraniová /  Roberta Vinciová vs.  Naděžda Petrovová /  Katarina Srebotniková, 2–6, 6–3, [10–6]